# 陳志隆
陳志隆（1971年5月10日—）是台灣的漫畫家。出生於台中縣。血型B型。臺灣省立大甲高級中學美術工藝科畢業，師從鄭問。2013年起任教於大葉大學多媒體數位內容學士學位學程。

## 人物介紹
- 1993年以《狂神混天龍》處女作於大然文化《熱門少年TOP》刊載。
- 1998年移師長鴻出版社《冠軍少年》刊載《滾球大轉彎》。

## 作品一覽

### 單行本
- 狂神混天龍（全14集）
- 滾球大轉彎（全4集）
- 籃球禁區（全7集）
- 仙劍奇俠傳二（全4集）
- Xtreme極限藝能 新世界篇（全2集）

## 外部連結
- 風箏漫畫美術畫室─漫畫家陳志隆與亞米